# Obština Dulovo
Obština Dulovo (bulharsky Община Дулово) je bulharská jednotka územní samosprávy v Silisterské oblasti. Leží ve východním Bulharsku v Dolnodunajské nížině na severních svazích Ludogorské plošiny. Sídlem obštiny je město Dulovo, kromě něj zahrnuje obština 26 vesnic. Žije zde přes 30 tisíc stálých obyvatel.

## Sídla
Všechna sídla v obštině jsou samosprávná.
| - Boil - Čerkovna - Černik - Černolik - Dolec - Dulovo (sídlo správy) - Grănčarovo - Jarebica - Kolobăr | - Kozjak - Mežden - Okorš - Orešene - Oven - Paisievo - Polkovnik Taslakovo - Porojno - Pravda | - Prochlada - Razdel - Rujno - Sekulovo - Skala - Vărbino - Vodno - Vokil - Zlatoklas |

## Sousední obštiny
| Růžice kompasu | Sitovo    | Silistra       | Alfatar | Růžice kompasu |
| Růžice kompasu | Glavinica | Sever          |         | Růžice kompasu |
| Růžice kompasu | Glavinica | Obština Dulovo |         | Růžice kompasu |
| Růžice kompasu | Glavinica | Jih            |         | Růžice kompasu |
| Růžice kompasu | Isperich  | Kaolinovo      | Tervel  | Růžice kompasu |

## Obyvatelstvo
K 15. prosinci 2024 v obštině žilo 30 232 obyvatel a bylo zde trvale hlášeno 37 615 obyvatel. Podle sčítání 7. září 2021 bylo národnostní složení následující:
- Turci: 16 671 (73.9 %)
- Bulhaři: 3 597 (16.0 %)
- Romové: 2 018 (9.0 %)
- ostatní[p 3]: 260 (1.2 %)

V období 2011 až 2021 v obštině ubylo 1 413 obyvatel.